# 全國不分區選舉區
全國不分區選舉區，簡稱不分區，是中華民國一個1990年被提出、1992年設立、2008年廢除的立法委員及國民大會代表選舉區，選票俗稱政黨票。自1991年中華民國國民大會代表選舉、1992年中華民國立法委員選舉開始，本選區採用比例代表制選出，總共選出41席立法委員。
選出立法委員時的制度，是首先把區域的得票率計入不分區的席次分配基礎，然後再加上政黨票得票率，計算出該黨所得席次。

## 歷史
1990年6月21日，司法院大法官會議按26位時任立法委員的聲請解釋《中華民國憲法》，公布《釋字第261號》。理由書提出要在「次屆中央民意代表選舉」當中設立「全國不分區名額」，以同時代表中華民國自由地區和被中國共產黨控制地區的人民民意。
|                         | 為適應當前情勢，第一屆未定期改選之中央民意代表除事實上已不能行使職權或經常不行使職權者，應即查明解職外，其餘應於民國80年12月31日以前停止行使職權，並應儘速辦理下屆國會代表選舉……憲法第二十六條、第六十四條及第九十一條關於中央民意代表選舉之規定，目前事實上仍不能完全適用，中央政府自應依憲法之精神、本解釋之意旨及有關法規，妥為規劃，在自由地區適時辦理含有全國不分區名額之次屆中央民意代表選舉，以確保憲政體制之運作。 |
| ——《釋字第261號》理由書 | |

設計「全國不分區代表」的用意是要象徵中華民國主權及於中國大陸，表明中華民國政府不放棄大陸主權的立場，故稱他們為「全國不分區代表」，以有別於僅在「台灣地區」選出的區域代表。雖然所有中華民國的選民都可在此選區投票，然而事實上不分區立委、國大代表並未由大陸地區的人民投票所選出。

## 範圍

### 地理範圍
選舉區涵蓋全部中華民國法定領土，包含台灣地區、大陸地區、香港地區及澳門地區。當中，僅有台灣地區屬於中華民國政府的實際控制領土範圍。

### 選民範圍
受制於台海現狀，此選舉區的投票權並未遍及在上述法定領土上所有居民。
中華民國所有享投票權（選舉權）的公民均為本選舉區的選民，主要分佈在自由地區（臺澎金馬），少數分佈在香港地區、澳門地區和海外。國外公民在全球其餘各地只要擁有中華民國國籍、年滿20歲、在自由地區設籍繼續居住4個月以上、未受監護宣告，經查屬實便可在此選舉區投票。香港、澳門人民限於主權移交前（香港地區為1997年前、澳門地區為1999年前）取得華僑身分證明書者，具中華民國國籍。在大陸地區設有戶籍之人民，根據《臺灣地區與大陸地區人民關係條例》無法獲得中華民國國籍，因此除非移民自由地區歸化，否則無法成為本區選舉人。

### 選舉區範圍變化
最初的全國不分區選舉區涵蓋台灣地區及大陸地區。1991年國大代表選舉中，首次選出80位不分區國大代表，取代大陸地區各省市選區和職業團體代表。此選區到了1992年立委選舉，亦同樣為立法院引入30位不分區的議員。這些民意代表全部都根據《釋字第261號》，在1992年1月1日履新。
1997年7月1日香港移交，香港地區連同九龍寨城納入中華民國固有領土，隨即脫離僑居國外國民選舉區，並自動進入此選區範圍。
1999年12月20日澳門移交，澳門地區隨即脫離僑居國外國民選舉區，並自動改劃入此選區範圍。
2002年1月30日，中華民國行政院正式公告修正「台灣地區與大陸地區人民關係條例施行細則第三條及第五十六條條文」，將蒙古排除在中國大陸地區之外，已經排除外蒙古的適用性。2002年10月30日，中華民國外交部宣佈中華民國重新承認蒙古國為一獨立國家。隨著該日起「全國」的定義不再包括外蒙古，不分區民代也一夜之間不再代表外蒙古人。值得一提的是因應國民政府承認1945年外蒙古獨立公投結果，第一屆國民大會代表不設蒙古地方（外蒙古）代表。
2005年中華民國國民大會代表選舉改為全部席次採用政黨比例代表制選出，等同令本區席位大增至300席，囊括全國大所有民代。同年，國大被凍結，本區不再是國大代表選舉區。
此選舉區最終在2008年正式取消，與僑居國外國民選舉區合併為全國不分區及僑居國外國民立法委員選舉區。
- 1991年至1997年
- 1997年至1999年
- 1999年至2002年
- 2002年至2008年

## 席次分配方法
1992年至2008年的全國不分區選舉區選制，乃是依附區域選舉區的政黨得票計算而成，而非如現行獨立投政黨票的運作，其詳細運作如下：
- 以國民大會代表、立法委員區域及原住民選舉區選舉，各政黨所推薦候選人得票數之和，為各政黨之得票數。以各政黨得票數相加之和，除某政黨得票數，得出某政黨國民大會代表、立法委員的得票比率。
- 以應選名額乘前述的得票比率所得積之整數，為各政黨分配之當選名額，按政黨名單順位依次當選。
- 依前述規定分配當選名額，如有剩餘名額，按各政黨分配當選名額後之剩餘數大小，依次分配剩餘名額。剩餘數相同時，以抽籤決定之。
- 政黨得票比率未達百分之五以上者，不予分配當選名額，而其得票數不列入第一項規定計算。
- 無黨籍及未經政黨推薦之候選人之得票數，不列入計算。